# 오우치 요시히로
오우치 요시히로(일본어: 大內 義弘)는 일본 난보쿠초 시대에서 무로마치 시대(室町時代)의 무장이자 슈고 다이묘(守護大名)이다. 스오(周防), 나가토(長門), 이와미(石見), 부젠(豊前), 이즈미(和泉), 기이(紀伊) 등 구니의 슈고(守護)를 맡았다.

## 생애

### 가독 상속과 세력 확대
오우치씨는 아버지 히로요의 대에 남조(南朝)측에 섰던 입장을 바꾸어 무로마치 막부(室町幕府)에 귀순하였고 스오를 거점으로 하는 유력한 슈고 다이묘가 되었으며, 요시히로는 겐토쿠(建德) 2년/오안(應安) 4년(1371년)에 규슈 단다이(九州探題) 이마가와 사다요(今川貞世)를 도와 규슈(九州)에서 남조의 세력을 추토하는데 세운 공으로 부젠의 슈고직을 받았다. 규슈에서 가장 강력한 남조 지지세력이었던 기쿠치 씨를 공략하는데 요시히로가 파견되었을 때의 나이는 16세였는데, 1372년 8월에 다자이후 공략까지 성공한 이마가와 료슌(今川了俊)은 단숨에 규슈 전역을 제압하고자 했지만, 1375년 막부가 이마가와를 도울 것을 오우치에 명령했을 때 히로요는 거절했고, 이에 요시히로는 자신의 직속 부하 3백 명을 거느리고 규슈로 내려가 이마가와를 도왔다(이마가와 료슌의 조카는 요시히로의 아내였다). 막부는 히로요에게 남조와 내통했다는 죄목으로 1376년 히로요의 이와미 슈고직을 박탈해버렸다.
덴주(天授) 6년/고랴쿠(康曆) 2년(1380년) 5월 10일에 히로요의 명을 받은 동생 미쓰히로가 나가토의 나가야마(榮山)에서 요시히로를 기습해 요시히로의 부하 27명을 죽이고 나가야마를 점령했다. 규슈에서 이 소식을 전해들은 요시히로는 급히 달려와 나가토를 되찾고, 5월 28일에는 히로시마에서 다시 미쓰히로의 군사를 격파했다. 이 해에 히로요가 죽고 스오·이와미·나가토의 슈고직도 겸임하게 된다. 1381년 6월 막부의 중재로 요시히로와 미쓰히로 사이에는 화의가 성립되어, 오우치씨의 본가는 요시히로를 따르고 미쓰히로는 이와미의 슈고직을 받았다.
무로마치 막부는 유력한 슈고 다이묘의 연합정권으로 쇼군(將軍)의 권력이란 취약한 것이었다. 권력 강화를 꾀한 3대 쇼군 아시카가 요시미쓰(足利義滿)는 하나노 고쇼(花の御所)를 짓고 자신의 직속 친위대인 호코츄(奉公衆)를 증강시킨다. 그리고 유력한 슈고 다이묘의 힘을 약화시키려 덴슈 5년/고랴쿠 원년(1379년), 호소카와 씨(細川氏)와 시바 씨(斯波氏)의 대립을 이용해 간레이(管領) 호소카와 요리유키(細川賴之)를 실각시켰다(고랴쿠 정변). 또한 겐추(元中) 6년/고오(康應) 원년(1389년)에는 도키 야스유키(土岐康行)를 도발해 거병하게 한 다음, 추토군을 파견하여 야스유키를 항복시켰다(도키 야스유키의 난).
겐추 8년/메이토쿠(明德) 2년(1391년)에는 11개 구니의 슈고를 겸하여 '로쿠분노 이치고쿠 도노(六分の一國殿)'라 불리고 있던 거대 세력 야마나 씨(山名氏)의 분열을 획책하여, 야마나 도키히로(山名時熙)와 그 종형 우지유키(氏之)를 같은 야마나 일족의 우지키요(氏淸)와 미쓰유키(滿幸)에게 쳐서 죽이게 한 뒤, 미쓰유키가 상황의 영지에 눈독을 들인다는 트집을 잡아 교토에서 내쫓고 거꾸로 그들이 내쫓았던 도키히로를 막부 편으로 끌어들이면서 우지키요와 미쓰유키를 도발해 거병하게 하여 토벌했다. 이로써 야마나 씨는 3개 구니만 남게 되었다(메이토쿠의 난).

### 조선에의 사신 파견
요시미쓰의 권력 강화 정책에 요시히로는 적극 협력하여 메이토쿠의 난에서도 진압에 동참했고 겐추 9년/메이토쿠 3년(1392년)에는 남조와의 중개를 맡아 남북조 합일(南北朝合一)에도 진력한다. 이러한 일련의 공적으로 이즈미와 기이의 슈고직도 수여받는다. 오에이 4년(1397년) 11월에 요시히로는 다자이후다이니(大宰府大貳)가 되었다. 또한 이때부터 오우치 씨는 백제의 왕족 임성태자(琳聖太子)의 먼 후손임을 공공연히 내세우기 시작했다. 오에이 6년(1399년)에는 바다를 건너 왜구를 토벌한 공을 내세워, 조선 정부에 옛 백제의 땅에 토전(土田)을 받고 싶다는 뜻을 밝혔고, 고려(실제로는 조선)의 국왕도 이를 수락할 뜻을 비쳤으나 신하들의 반대로 뜻을 이루지 못했다고 한다. 이후 한반도의 고려, 중국 대륙의 명나라와도 독자적인 무역을 행했다. 일본 내에서는 세토나이카이의 교역권을 둘러싸고 호소카와 씨와 대립하여, 기타큐슈에서 주고쿠 지방、나아가 기나이(畿內) 중앙까지 세력을 크게 넓혔다.
한국의 《조선왕조실록》에는 태조 4년(1395년) 12월 16일조에 처음 대내전다다량(大內殿多多良)이라는 이름으로 요시히로의 이름이 등장하는데, 이듬해 7월에 통축(通笁)과 영림(永琳)이라는 두 명의 선승(禪僧)을 보내와 해적을 단속하고 포로로 잡혀갔던 사람들을 돌려보내겠다는 주달과 함께 조선에 대장경을 요구하였다는 기록이 나온다(태조 7년에도 마찬가지로 대장경을 요구하였다). 태조 6년의 기사부터 요시히로는 조선에서 육주자사(六州刺使) 혹은 육주목(六州牧)이라는 관직명으로 통하고 있으며, 11월에 다시 영범(永範)·영확(永廓) 두 승려를 보내 예물을 바쳤으며, 송환을 겸해 통신관(通信官)으로서 일본으로 갔던 박돈지(朴惇之)를 통해 정종 1년(1399년) 5월 조선의 정종에게 투구 하나와 장검(長劍) 한 자루를 바쳤다. 그리고 두 달이 지난 7월 10일에 조선 조정에 자신을 "백제의 후손"이라 밝히며, 조선 조정이 세계(世系)와 토전(土田)을 내려줄 것을 요청하기에 이르렀다고 적고 있다.
당시 조선 조정은 도평의사사(都評議使司)에서 백제 일족의 계보를 찾게 했지만 너무 오래되어 찾을 수 없자 임시로 백제 시조(始祖)인 온조(溫祚)의 후손인 고(高)씨(실제로는 부여씨)로 하여 토전 3백 결을 주기로 하였는데, 당시 첨서중추원사(簽書中樞院事)였던 권근(權近)은 본국의 토전을 외국 사람에게 주어 조세를 거두게 하는 것은 그들에게 조공을 바치는 것이나 다름없으며, 조정이 내려준 토전을 빌미로 조선 영토를 침범하게 되면 백성들이 피해를 입을 것이라며 반대했고, 좌산기상시(左散騎常侍) 박석명(朴錫命) 등도 적을 토벌한 공이 있다면 돈이나 비단으로 상을 주면 되지 굳이 땅을 줄 필요는 없다며 토전 대신 앞서 요시히로가 요구했던 대장경판(大藏經板)을 상으로 주자고 주장했다. 정종은 요시히로가 처음부터 왜구를 소탕해준 포상으로 토지를 요구한 것은 아니고 단지 본가의 계통을 밝혀달라고 한 것 뿐이라며 호조(戶曹) 급전사(給田司)에 명을 내려 굳이 완산(完山)에 채지(采地)를 마련해서 주라는 명을 내렸지만, 요시히로의 명을 받고 온 승려는 계보만 적어주면 땅은 없어도 좋다고 밝혔고, 신하들도 다시 요청하는 바람에 토전 문제는 중지되었다고 한다. 이후 《정종실록》 정종 1년 11월 8일조에서는 고의홍(高義弘)이라는 이름으로 표기되었으며 더 이상 요시히로의 이름이 나오지 않는다.
요시히로는 아시카가 쇼군가(足利將軍家)에 대한 충절을 맹세했고 오에이 2년(1395년)에 요시미쓰가 출가할 때에도 따라서 출가하여 불문에 들었다. 그러나 오에이 4년(1397년)、요시미쓰가 자신의 별장 호쿠잔테이(北山第) 건설을 시작하면서 여러 다이묘들에게 인부 공출을 요구했는데, 여러 다이묘들 가운데서 요시히로만이 “무사란 활과 화살을 쥐고 섬기는 존재이다”(武士は弓矢をもって奉公するものである)라며, 치안 유지를 위해 필요한 군대를 쇼군의 사적인 공사장에 동원할 수 없다는 무인(武人)으로서의 신념을 내세워 따르지 않았고 요시미쓰는 이를 불쾌하게 여기게 된다. 그 해 말에 쇼니 사다요리(少貳貞賴)를 토벌하라는 요시미쓰의 명을 받아 미쓰히로와 모리하루, 두 동생을 데리고 출진했지만 고전을 거듭했고 지쿠젠(筑前)에서 미쓰히로가 전사하기까지 했다. 그러나 미쓰히로의 아들에게는 어떤 은상도 내려지지 않았는데, 이는 사실 요시미쓰가 쇼니 사다요리 등에게 오우치 토벌을 부추긴 것이라는 소문까지 나돌면서 요시히로는 불만을 갖게 되었다.

### 쇼군 요시미쓰와의 관계 파탄, 그리고 거병
슈고 다이묘들의 힘을 약화시키려 했던 요시미쓰는 오우치 씨의 세력 확대에 두려움을 품고 있었고, 계속 요시히로를 압박하며 오에이 6년(1399년)에는 교토로 오라는 명령을 내리는 등 그를 도발해왔다. 이에 맞서 요시히로는 교토 상경을 거부하는 의사를 보였다. 막부가 오우치의 영지이자 당시 중요한 무역항이었던 사카이를 회수하려 한다는 소문까지 나돌만큼 험악한 분위기 속에서 위기를 느낀 요시히로는 가마쿠라 구보(鎌倉公方) 아시카가 미쓰카네(足利滿兼)와 밀약을 맺었다(이 밀약에는 앞서 요시미쓰에 의해 일방적으로 규슈 단다이에서 해임되고 실각되었던 이마가와 료슌이 중개역을 맡았다). 나아가 지난해에 도키 야스유키의 난에서 몰락했던 미노(美濃)의 도키 아키나오(土岐詮直)와, 메이토쿠의 난에서 멸망당한 야마나 우지키요의 적남(嫡男) 미야다 도키키요(宮田時淸), 이즈모(出雲)의 슈고 교고쿠 다카노리(京極高詮)의 동생이었던 오미(近江)의 교고쿠 히데미쓰(京極秀滿)나 히에이 산(比叡山) · 고후쿠지(興福寺)의 승병들, 난지(楠氏) · 기쿠치 씨(菊池氏) 등 옛 남조(후남조後南朝)측의 무사들이 연락을 맡아 거병을 부추겼다.
오에이 6년(1399년) 10월 13일에 요시히로는 동생 히로시게와 함께 군세를 거느리고 분고쿠(分國)였던 이즈미의 사카이노우라(堺ノ浦)에 상륙, 가신(家臣)인 히라이 신자에몬(平井新左衛門)를 교토로 보낸다(자신은 교토에 들어가지 않았다).

### 오에이의 난, 그리고 죽음
요시미쓰는 회유를 시도했지만 요시히로는 가마쿠라 구보 아시카가 미쓰카네와 밀통해 거병, 사카이에 성채를 쌓고 전투 태세를 갖춘다(오에이의 난). 요시미쓰는 다시 선승 젯카이 주신(絶海中津)을 보내 항복을 권유했지만 요시히로는 이를 정중히 거절했다. 모반인이 된 상황에서 잡혀 죽는 것은 시간문제라고 생각한 요시히로는 자신의 장례의식을 미리 치르고 49재 법요(法要)까지 치렀다. 그리고 스오에 두고 온 노모에게 자신이 지니고 있던 많은 물건들을 유품으로 딸려 보내면서, 스오에 있는 동생 모리하루에게도 편지를 보내 고향의 방비를 굳게 하라고 이른 뒤, 요시히로는 5천(일설에는 3천)의 군세를 거느리고 이즈미의 사카이(堺)에서 농성하며 미쓰카네의 원군을 기다리면서 최후의 싸움을 시작했다.
12월 21일, 요시미쓰는 호소카와 요리모토(細川賴元)、아카마쓰 요시노리(赤松義則)、하타케야마 모토쿠니(畠山基國)、하타케야마 미쓰이에(畠山滿家)、시바 요시마사(斯波義將)、시바 요시시게(斯波義重) 등을 주력으로 하는 3만여 병사를 이끌고 사카이로 쳐들어 왔다. 오우치 군세는 압도적인 전력으로 공격해 들어오는 아시카가 군세를 몇 번이나 격퇴하며 고군분투했지만, 요시미쓰는 호코츄를 이끌고 때마침 불어닥친 태풍을 이용한 화공(火攻) 등의 전술로 공격해왔고 요새와 1만여 채의 민가가 소실되는 등 열세에 몰려 가신 대부분이 전사하거나 잡혀 죽었다. 요시히로는 죽음을 각오하고 마지막까지 아시카가 군세에 맞서 분전하다가 하타케야마 미쓰이에의 손에 죽었다. 향년 44세로 세상을 떠났다.
사카이에서 형과 함께 농성하던 히로시게는 자결을 단념하고 항복했고 최종적으로 사면받아 오우치씨의 후계자로 인정받았다. 그러나 고향 스오에 남아있던 모리미가 저항할 뜻을 보이면서 양자간에 가독 투쟁이 발발하였다.
요시히로의 유해는 사카이에 있는 묘코지(妙光寺)에 묻혔다가 야마구치에 있는 고세키지(香積寺)로 옮겨졌으며, 훗날 26대 당주가 된 모리하루가 그의 공양을 위해 야마구치현 야마구치시 호네이산(保寧山)의 루리코지(瑠璃光寺)에 5중탑(일본 국가문화재)을 지었다. 초상화는 일본 야마구치 현립 야마구치 박물관에 소장되어 있다.

## 일화
- 뛰어난 무인으로서 기골이 장대한 무장이었다고 전한다.
- 가도(歌道)에 뛰어나 소세키(宗碩)과도 교류가 있었고 그의 작품이 『신후습유화가집』(新後拾遺和歌集)에 수록되기도 했다.

## 오우치 요시히로가 등장한 작품
- 후루카와 가오루(古川薰) 작 《화염의 탑 - 소설 오우치 요시히로 -》(炎の塔 小說大內義弘) 문예춘추(文藝春秋), 1980년

| 전임 오우치 히로요 | 스오 오우치씨 역대 당주 1380년 ~ 1400년 | 후임 오우치 모리하루 |